# Ernesto Giardini
Ernesto Guglielmo Giardini (Binasco, 2 febbraio 1869 – Milano, 20 maggio 1961) è stato un banchiere e politico italiano.

## Biografia
Diplomato ragioniere inizia la sua carriera nel 1892 alla succursale di Borgosesia della Banca Popolare di Novara. Nel 1894 fonda la  Banca Popolare Agricola Commerciale Cooperativa della Lomellina, assumendone la direzione fino al 1913. Tornato all'istituto di Novara ne assume la direzione generale, carica che mantiene fino al 1945 guidando l'espansione e la crescita del gruppo, al momento banca di interesse locale, in tutta l'Italia centro-settentrionale. Oltre all'apertura di direzioni e agenzie è ricordato per importanti operazioni di fusione e fondazione di gruppi bancari: tra le prime, ha guidato la costituzione dell'Istituto federale per il risorgimento delle Venezie, di primaria importanza per l'economia delle terre italiane irredente, l'acquisizione del Banco Pfister di Genova e della Banca federale delle Cooperative di credito di Milano, azioni che consentono l'ingresso della banca di Novara nelle due città. Fino all'avvento del fascismo, di cui è stato sostenitore, si è particolarmente impegnato nello sviluppo del credito cooperativo, fondamentale per il settore agricolo trascurato dalle grandi banche miste. Nominato senatore a vita nel 1933, viene dichiarato decaduto dall'Alta Corte di Giustizia per le Sanzioni contro il Fascismo con sentenza del 31 luglio 1945.
Muore nel 1961 e viene sepolto nel Cimitero monumentale di Mortara.